# Miasta w Irlandii

## Miasta w Irlandii według liczby mieszkańców

### Liczba ludności w prowincjach w latach 1996–2011
| Prowincja | Ludność 1996 | Ludność 2002 | Ludność 2006 | Ludność 2011 |
| --------- | ------------ | ------------ | ------------ | ------------ |
| Leinster  | 1 924 702    | 2 105 579    | 2 295 123    | 2 501 208    |
| Munster   | 1 033 903    | 1 100 614    | 1 173 340    | 1 243 726    |
| Connacht  | 433 231      | 464 296      | 504 121      | 542 039      |
| Ulster    | 234 251      | 246 714      | 267 264      | 294 296      |
| Irlandia  | 3626 087     | 3917 203     | 4239 848     | 4581 269     |

### Porównanie liczby ludności w roku 1936 i 2011
W 2011 roku w Irlandii było 57 miast z ludnością powyżej 10 tys. mieszkańców.
Dla porównania, w 1936 roku takich miast było tylko 13: jedno miasto (Dublin) z ludnością powyżej 100 tys., jedno miasto (Cork) z ludnością powyżej 50 tys., trzy miasta z ludnością powyżej 20 tys. (Limerick, Dún Laoghaire i Waterford) i osiem miast z ludnością powyżej 10 tysięcy.
| Lp. | Miasto        | Ludność 1936 | Ludność 2011 | Zmiana (%) | Hrabstwo                        | Prowincja |
| --- | ------------- | ------------ | ------------ | ---------- | ------------------------------- | --------- |
| 1.  | Dublin        | 468 103      | 527 612      | 12,2       | Dublin                          | Leinster  |
| 2.  | Cork          | 80 765       | 119 418      | 47,2       | Cork                            | Munster   |
| 3.  | Limerick      | 41 061       | 57 106       | 38,3       | Limerick                        | Munster   |
| 4.  | Dún Laoghaire | 39 785       | 24 507       | -38,4      | Dublin / Dún Laoghaire-Rathdown | Leinster  |
| 5.  | Waterford     | 27 968       | 46 732       | 67,1       | Waterford                       | Munster   |
| 6.  | Galway        | 18 294       | 75 529       | 312,2      | Galway                          | Connacht  |
| 7.  | Dundalk       | 14 685       | 31 073       | 111,6      | Louth                           | Leinster  |
| 8.  | Drogheda      | 14 494       | 30 435       | 110,0      | Louth                           | Leinster  |
| 9.  | Sligo         | 12 565       | 17 568       | 39,6       | Sligo                           | Connacht  |
| 10. | Wexford       | 12 247       | 19 918       | 62,6       | Wexford                         | Leinster  |
| 11. | Tralee        | 10 285       | 20 753       | 101,8      | Kerry                           | Munster   |
| 12. | Kilkenny      | 10 237       | 8 651        | -15,5      | Kilkenny                        | Leinster  |
| 13. | Bray          | 10 111       | 26 731       | 164,4      | Wicklow                         | Leinster  |
|     | Irlandia      | 2 968 420    | 4 581 269    | 54,3       |                                 |           |

### Liczba ludności w miastach w latach 1996–2011
| Lp. | Miasto           | Ludność 1996 | Ludność 2002 | Ludność 2006 | Ludność 2011 | Hrabstwo               | Prowincja |
| --- | ---------------- | ------------ | ------------ | ------------ | ------------ | ---------------------- | --------- |
| 1.  | Dublin           | 481 854      | 495 781      | 506 211      | 527 612      | Dublin                 | Leinster  |
| 2.  | Cork             | 127 187      | 123 062      | 119 418      | 119 230      | Cork                   | Munster   |
| 3.  | Galway           | 57 241       | 65 832       | 72 414       | 75 529       | Galway                 | Connacht  |
| 4.  | Tallaght         | 62 121       | 62 931       | 65 167       | 71 504       | Dublin Południowy      | Leinster  |
| 5.  | Blanchardstown   | 37 346       | 50 607       | 63 120       | 68 156       | Fingal                 | Leinster  |
| 6.  | Limerick         | 52 039       | 54 023       | 59 790       | 57 106       | Limerick               | Munster   |
| 7.  | Waterford        | 42 540       | 44 594       | 45 748       | 46 732       | Waterford              | Munster   |
| 8.  | Clondalkin       | 41 335       | 43 038       | 43 879       | 44 956       | Dublin Południowy      | Leinster  |
| 9.  | Lucan            | 19 821       | 33 571       | 37 680       | 44 503       | Dublin Południowy      | Leinster  |
| 10. | Swords           | 22 314       | 31 048       | 37 762       | 40 387       | Fingal                 | Leinster  |
| 11. | Dundalk          | 25 762       | 27 385       | 29 037       | 31 073       | Louth                  | Leinster  |
| 12. | Drogheda         | 24 460       | 28 333       | 28 973       | 30 435       | Louth                  | Leinster  |
| 13. | Blackrock        | 27 031       | 28 557       | 28 070       | 29 337       | Dun Laoghaire-Rathdown | Leinster  |
| 14. | Navan            | –            | –            | 3 710        | 28 179       | Wicklow                | Leinster  |
| 15. | Bray             | 25 252       | 26 244       | 27 041       | 26 731       | Wicklow                | Leinster  |
| 16. | Dún Laoghaire    | 24 776       | 24 447       | 23 818       | 24 507       | Dún Laoghaire-Rathdown | Leinster  |
| 17. | Castleknock      | 15 875       | 19 420       | 21 510       | 23 199       | Fingal                 | Leinster  |
| 18. | Firhouse         | 16 020       | 19 949       | 21 375       | 23 119       | Dublin Południowy      | Leinster  |
| 19. | Dundrum          | 18 018       | 17 137       | 18 179       | 21 746       | Dun Laoghaire-Rathdown | Leinster  |
| 20. | Tralee           | 19 056       | 20 375       | 20 288       | 20 753       | Kerry                  | Munster   |
| 21. | Naas             | 14 074       | 18 288       | 20 044       | 20 573       | Kildare                | Leinster  |
| 22. | Douglas          | 13 960       | 15 999       | 18 182       | 20 415       | Cork                   | Munster   |
| 23. | Ennis            | 15 333       | 18 830       | 19 998       | 20 209       | Clare                  | Munster   |
| 24. | Balbriggan       | 5 743        | 11 132       | 16 346       | 19 932       | Fingal                 | Leinster  |
| 25. | Wexford          | –            | –            | 8 854        | 19 918       | Laois                  | Leinster  |
| 26. | Portlaoise       | –            | 12 416       | 14 356       | 18 270       | Laois                  | Leinster  |
| 27. | Ballincollig     | 13 288       | 15 119       | 16 308       | 17 989       | Cork                   | Munster   |
| 28. | Glencullen       | –            | 10 266       | 13 939       | 17 864       | Dun Laoghaire-Rathdown | Leinster  |
| 29. | Sligo            | 17 786       | 18 473       | 17 892       | 17 568       | Sligo                  | Connacht  |
| 30. | Ballycummin      | –            | –            | 16 335       | 17 481       | Limerick               | Munster   |
| 31. | Templeogue       | 18 662       | 18 383       | 17 699       | 17 378       | Dublin Południowy      | Leinster  |
| 32. | Rathfarnham      | 17 760       | 17 717       | 17 352       | 17 024       | Dun Laoghaire-Rathdown | Leinster  |
| 33. | Stillorgan       | 16 095       | 16 253       | 16 018       | 16 442       | Dun Laoghaire-Rathdown | Leinster  |
| 34. | Clonmel          | 15 215       | 15 739       | 15 482       | 15 840       | Tipperary              | Munster   |
| 35. | Ballinteer       | 16 998       | 16 119       | 15 589       | 15 618       | Dun Laoghaire-Rathdown | Leinster  |
| 36. | Leixlip          | 13 451       | 15 154       | 14 833       | 15 543       | Kildare                | Leinster  |
| 37. | Athlone          | –            | –            | 15 062       | 15 488       | Westmeath              | Leinster  |
| 38. | Letterkenny      | –            | –            | 14 933       | 15 375       | Donegal                | Ulster    |
| 38. | Celbridge        | 12 289       | 14 333       | 14 933       | 15 312       | Kildare                | Leinster  |
| 39. | Shankill         | –            | 13 242       | 13 258       | 13 910       | Dun Laoghaire-Rathdown | Leinster  |
| 40. | Morristownbiller | –            | –            | 11 127       | 13 849       | Kildare                | Leinster  |
| 41. | Cabinteely       | 11 845       | 12 121       | 12 815       | 13 762       | Dun Laoghaire-Rathdown | Leinster  |
| 42. | Carlow           | 11 721       | 13 218       | 13 623       | 13 693       | Carlow                 | Leinster  |
| 43. | Maynooth         | 8 528        | 10 837       | 11 500       | 13 621       | Kildare                | Leinster  |
| 44. | Malahide         | 13 539       | 11 596       | 12 484       | 13 039       | Fingal                 | Leinster  |
| 45. | Ballysimon       | –            | –            | 11 321       | 13 035       | Limerick               | Munster   |
| 46. | Arklow           | 8 519        | 9 955        | 11 721       | 12 779       | Wicklow                | Leinster  |
| 47. | Killarney        | 8 809        | 12 087       | 13 497       | 12 750       | Kerry                  | Munster   |
| 48. | Carrigaline      | 7 827        | 9 343        | 10 969       | 11 825       | Cork                   | Munster   |
| 49. | Foxrock          | 11 656       | 11 756       | 11 542       | 11 603       | Dun Laoghaire-Rathdown | Leinster  |
| 50. | Tullamore        | 9 221        | 10 270       | 10 900       | 11 375       | Offaly                 | Leinster  |
| 51. | Clonskeagh       | –            | 9 653        | 10 387       | 11 273       | Dun Laoghaire-Rathdown | Leinster  |
| 52. | Palmerstown      | 12 362       | 12 059       | 11 494       | 11 210       | Dublin Południowy      | Leinster  |
| 53. | Donaghmore       | –            | –            | 8 408        | 10 989       | Meath                  | Leinster  |
| 54. | Castlebar        | 6 585        | 10 287       | 10 655       | 10 822       | Mayo                   | Connacht  |
| 55. | Ballina          | 6 852        | 9 478        | 10 056       | 10 361       | Mayo                   | Connacht  |
| 56. | Newbridge        | –            | –            | 9 736        | 10 125       | Kildare                | Leinster  |
| 57. | Clenagh          | –            | –            | 9 795        | 10 063       | Clare                  | Munster   |

## Alfabetyczna lista miast w Irlandii

### A
Abbeydorney, Abbeyfeale, Abbeyleix, Abbeylara, Abbeyshrule, Adare, Aghaboe, Aghabullogue, Aughagower, Aughleam, Allihies, An Clochán Liath (Dungloe), An Daingean (Dingle), Ardara, Ardee, Ardmore, Ardrahan, Arklow, Arvagh, Ashbourne, Askeaton, Athea, Athenry, Athlacca, Athleague, Athlone, Athy, Augher, Aughrim

### B
Bagenalstown, Bailieborough, Balbriggan, Ballaghaderreen, Ballaghmore, Ballickmoyler, Ballina (Mayo), Ballina (Tipperary), Ballinagh, Ballinakill, Ballinamore, Ballinasloe, Ballincollig, Ballindine, Ballineen, Ballingarry, Ballingooly, Ballinhassig, Ballinrobe, Ballintubber, Ballon, Ballybofey, Ballybunion, Ballycastle, Ballycotton, Ballydehob, Ballydesmond, Ballyfin, Ballygarvan, Ballyhale, Ballyhaunis, Ballyheigue, Ballyjamesduff, Ballylickey, Ballylynan, Ballymahon, Ballymakeera, Ballymascanlon, Ballymote, Ballynahinch, Ballyragget, Ballyshannon, Ballyvourney, Baltimore, Banagher, Bandon, Bangor Erris, Bantry, Barleycove, Bayside, Bellavary, Bellderrig, Belmullet, Belturbet, Bennetsbridge, Birr, Blacklion, Blackrock, Blanchardstown, Blarney, Borris, Borris-in-Ossory, Boyle, Bray, Bruff, Buncrana, Bundoran, Bunmahon, Burtonport, Butlersbri0dge, Buttevant

### C
Cadamstown, Caherdaniel, Cahersiveen, Cahir, Callan, Cappamore, Carlingford, Carlow, Carnaross, Carndonagh, Carrickmacross, Carrick-on-Shannon, Carrick-on-Suir, Carrigadrohid, Carrigaholt, Carrigaline, Carrigallen, Carrowteige, Cashel, Castlebar, Castlebellingham, Castleblayney, Castlecomer, Castleconnell, Castlehill, Castleisland, Castleknock, Castlemartyr, Castlepollard, Castlerea, Castletownbere, Castletownshend, Cavan, Celbridge, Charlestown, Charleville, Clane, Clara, Clarecastle, Claremorris, Clifden, Clogher, Clogherhead, Clonakilty, Clonbur, Clondalkin, Clonenagh, Clones, Clonmacnois, Clonmacnoise, Clonmany, Clonmel, Clonskeagh, Clontarf, Cloone, Cloughjordan, Cloyne, Coachford, Cobh, Collon, Cong, Coolock, Cootehill, Cordangan, Cork, Courtmacsherry, Courtown, Cratloe, Cregganbaun, Crookhaven, Croom, Cross, Crosshaven, Crossmolina, Curracloe

### D
Daingean, Dalkey, Delvin, Derrybeg, Donabate, Donaghmore, Donegal, Doneraile, Doolin, Doon, Dowra, Drogheda, Dromiskin, Dromod, Dromoland, Drumcondra, Drumshanbo, Dublin, Dún Laoghaire, Dunboyne, Dundalk, Dundrum (Down), Dundrum (Tipperary), Dunfanaghy, Dungarvan, Dunmanway, Dunmore East, Dunshaughlin, Durrow

### E
Edenderry, Edgeworthstown, Emo, Emyvale, Ennis, Enniscorthy, Enniskean, Enniskerry, Ennistimon, Ethlon

### F
Ferbane, Ferns, Fethard, Foxford, Foxrock, Foynes, Freshford, Furbo

### G
Galway, Gaoth Dobhair (Gweedore), Garryspillane, Glandore, Glangevlin, Glanmire, Glengarriff, Glengevlin, Glenties, Glin, Glounthaune, Gob an Choire (Achill Sound), Golden Falls, Goleen, Gorey, Gort, Gougane Barra, Gowran, Graiguenamanagh, Granard, Greencastle, Greenore, Greystones

### H
Halfway, Harold's Cross, Headford, Hollymount, Hospital, Howth

### I
Inagh, Inishcrone, Inistioge, Inniscarra

### J
Jenkinstown, Julianstown

### K
Kanturk, Keel, Kells, Kenmare, Keshcarrigan, Kilbeggan, Kilcock, Kilcoole, Kilcormac, Kilcorney, Kildare, Kilflynn, Kilkee, Kilkelly, Kilkenny, Kilkieran, Kill (Kildare), Kill (Waterford), Killadysert, Killala, Killaloe, Killarney, Killenaule, Killeshandra, Killiney, Killorglin, Killucan, Killumney, Killybegs, Kilmacthomas, Kilmaine, Kilmallock, Kilmore West, Kilmore Quay, Kilmuckridge, Kilrush, Kiltamagh, Kingscourt, Kinnegad, Kinnitty, Kinnity, Kinsale, Kinvara, Knightstown, Knock, Knockanure, Knockcroghery, Knocktopher

### L
Lahinch, Leap, Lecanvey, Leitrim Village, Leixlip, Letterkenny, Lifford, Limerick, Liscannor, Lisdoonvarna, Lismore, Lisronagh, Lissycasey, Listowel, Longford, Loughrea, Louth, Lucan

### M
Macroom, Malahide, Mallow, Manorhamilton, Mansfieldtown, Maynooth, Mayo, Meelick, Midleton, Milford, Millstreet, Milltown Galway, Milltown Malbay, Mitchelstown, Moate, Mohill, Monaghan, Monamolin, Monasterevan, Monasterevin, Monkstown (Cork), Monkstown, Mountmellick, Mountrath, Mountshannon, Moville, Moynalty, Moyne, Moyvane, Muff, Muine Bheag, Mulhuddart, Mullinavat, Mullingar, Mulrany, Murrisk, Muskerry

### N
Naas, Navan, Neale, Nenagh, New Ross, Newbridge (Galway), Newbridge (Kildare), Newcastle, Newcastle West, Newmarket-on-Fergus, Newport, Newtowncunningham, Newtownmountkennedy, Newry

### O
O'Briensbridge, Oldcastle, Omeath, Oola, Oranmore, Oughterard, Ovens, Oysterhaven

### P
Palmerstown, Partry, Patrickswell, Paulstown, Pontoon, Portarlington, Portlaoise, Portmagee, Portmarnock, Poulaphouca

### Q
Quin

### R
Raheny, Ranelagh, Rathcoole, Rathdowney, Rathfarnham, Rathgar, Rathkeale, Rathmullan, Redhouse, Ringaskiddy, Rochfortbridge, Roosky, Roscommon, Roscrea, Rosenallis, Ross Port, Rosscarbery, Rosslare/Rosslare Europort, Rosslare Harbour, Rosslare Strand, Roundstone, Rush, Rylane

### S
Saggart, Sallins, Sandyford, Sandymount, Scariff, Schull, Shanagarry, Shanagolden, Shannon Harbour, Shannon, Shannonbridge, Shercock, Shrule, Sixmilebridge, Skerries, Skibbereen, Slane, Sligo, Sneem, Spanish Point, Spiddal, Stillorgan, Stradbally, Strade, Stradone, Straffan, Stranorlar, Strokestown, Swineford, Swinford, Swords

### T
Tallaght, Templemore, Templeogue, Terenure, Termonfeckin, Thomastown, Thurles, Timahoe, Timoleague, Tipperary, Tourmakeady, Tower, Tralee, Tramore, Trim, Tuam, Tuarnafola, Tubbercurry, Tullamore, Tullow, Tulsk, Tyrrellspass

### U
Union Hall, Urlingford

### V
Vicarstown, Virginia

### W
Waterford, Waterville, Westport, Wexford, Wicklow, Windgap

### Y
Youghal